# Plebania w Martínkovicach
Plebania w Martínkovicach – zabytkowa plebania w miejscowości Martínkovice, położonej w północno-zachodnich Czechach,  w kraju hradeckim, w Sudetach Środkowych.

## Opis
Piętrowa plebania wybudowana w stylu barokowym na planie prostokąta, kryta wysokim dachem czterospadowym. Od frontu główne wejście, do którego prowadzą schody. Nad portalem kartusz z herbem klasztoru, datą 1874 i inicjałami NR AB, oznaczającymi Nepomuka Rottera (1844–1886) Opata Browskiego (j. łac. Abbas Braunensis), z którego inicjatywy  została wybudowana.
Obok kościół, należący do broumovskiej grupy kościołów, zbudowany w latach 1692–1698. Otoczony cmentarzem, na nim pomnik poległych żołnierzy podczas  I wojny światowej. Kompleks kościelny otaczają stacje drogi krzyżowej.

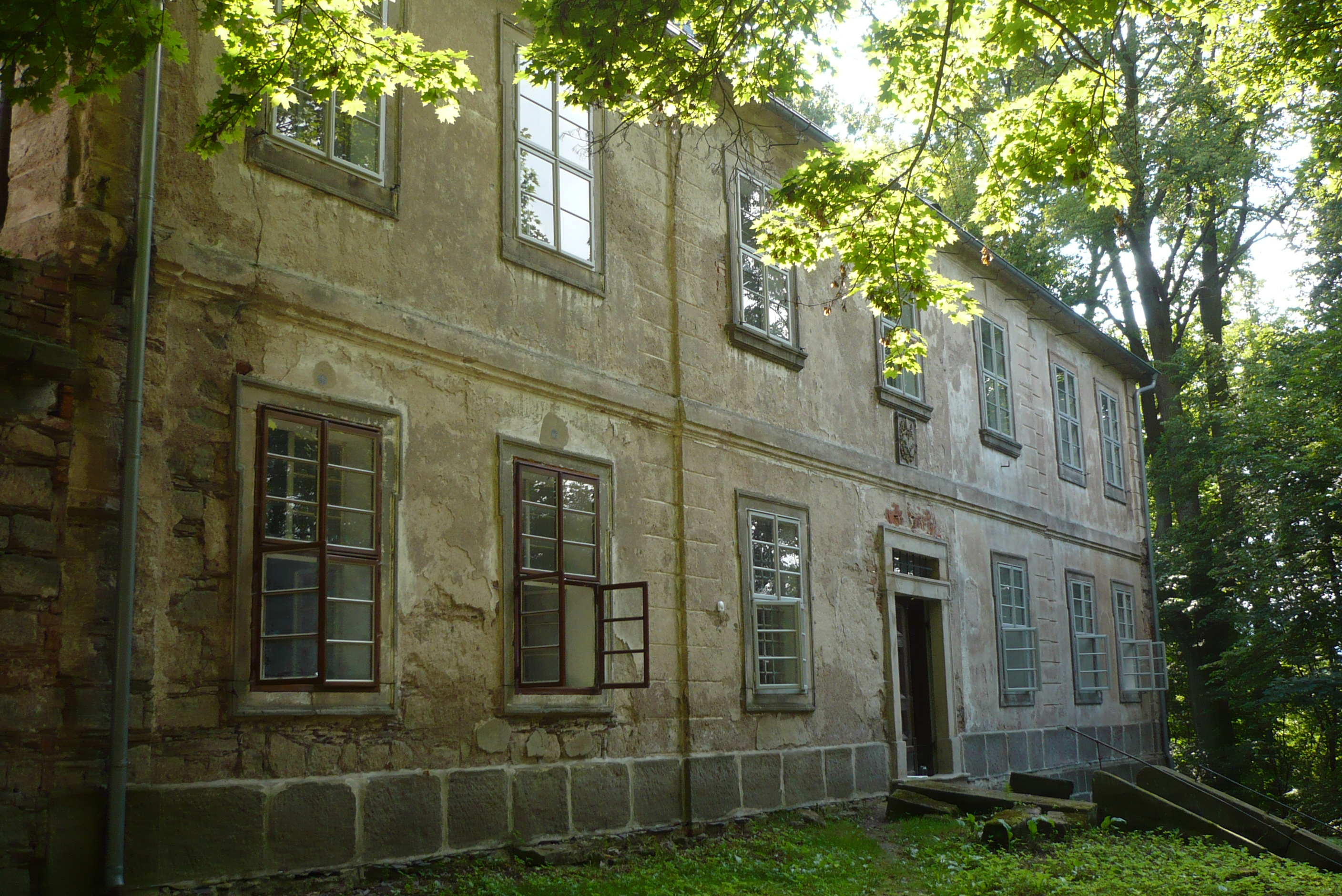
Plebania w Martínkovicach
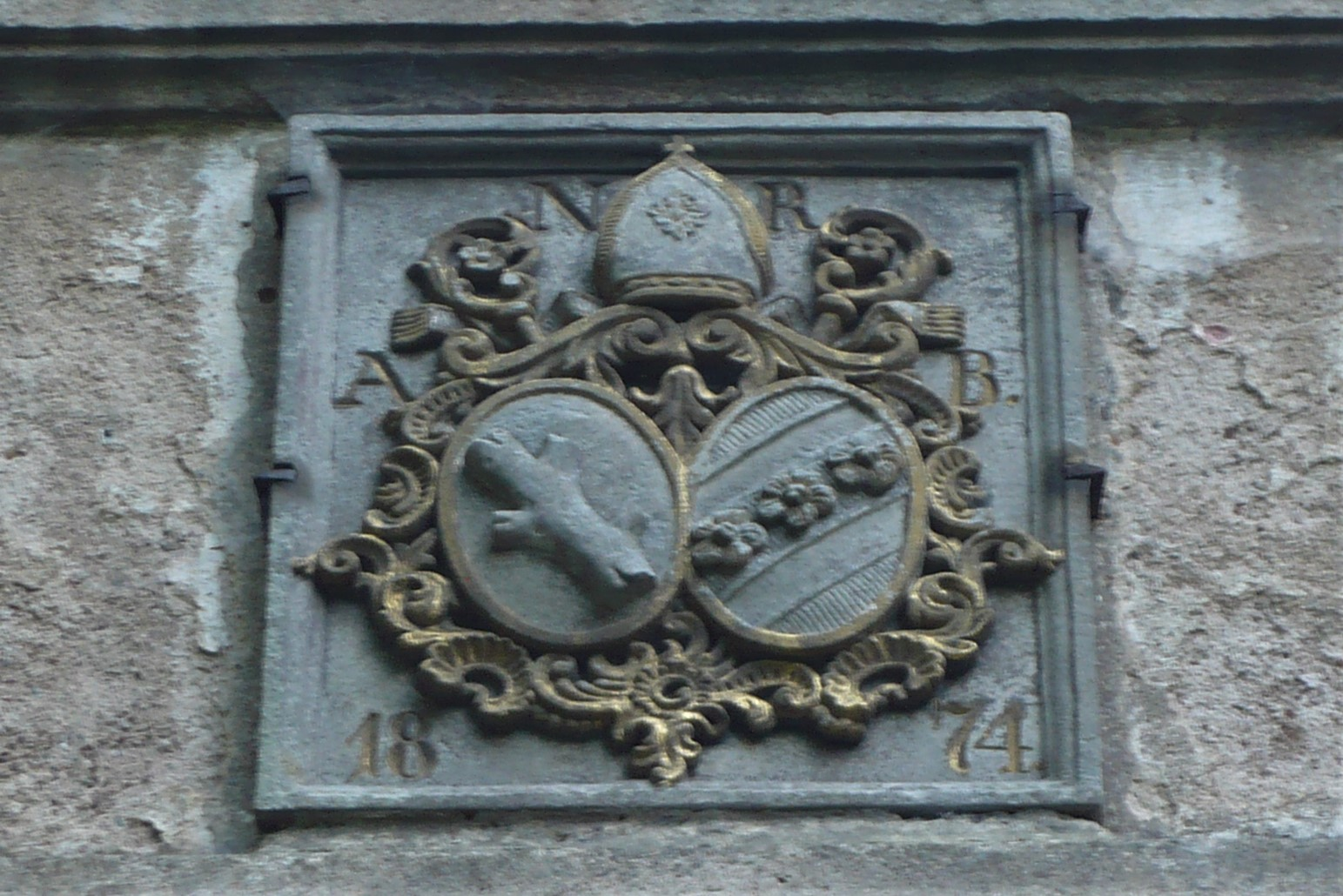
Herb opata N. Rottera 1874, NR AB